# Daniel L. Fapp
Daniel L. Fapp (* 21. April 1904 in Kansas City, Kansas; † 19. Juli 1986 in Laguna Niguel, Kalifornien) war ein US-amerikanischer Kameramann und drei Jahrzehnte lang einer der führenden Chefoperateure des klassischen Hollywood-Entertainments.

## Leben und Wirken
Der in Kansas aufgewachsene Fapp kam 19-jährig zur Paramount als Laborassistent und rückte in den folgenden 17 Jahren sukzessive über die Positionen eines Kameraassistenten und zweiten Kameramanns zum Chefkameramann auf. In dieser Funktion fotografierte Fapp seit 1940 eine beachtliche Anzahl hochklassiger Top-Produktionen, bei denen er sich sowohl als kühner Schwarzweiß- wie auch als versierter Farbfilm-Fotograf erwies.
Am häufigsten arbeitete der Kameramann mit den Regisseuren Mitchell Leisen, Frank Tashlin und Norman Taurog zusammen. Fapps Name steht für teure und großangelegte Prestige-Projekte wie Das letzte Ufer (wo er allerdings nur die Autorennen-Sequenz fotografierte), West Side Story (1960), Eins, Zwei, Drei (1961) und Gesprengte Ketten (1962). Für das Filmmusical West Side Story erhielt er einen Oscar. Sechs weitere Male war er für diesen nominiert. Fapp fotografierte aber auch konventionelle Melodramen der 1940er, Jerry Lewis/Dean-Martin-Komödien der 1950er und Lustspiele der 1960er Jahre – klassische Starvehikel mit Kassenzugpferden wie zuletzt Doris Day, Elvis Presley, Rock Hudson und Gregory Peck. Nach dem Astronauten-Streifen Verschollen im Weltraum (1969) zog sich Fapp 65-jährig vom Kino zurück.
Daniel Fapp hatte auch sporadisch für das Fernsehen gearbeitet, zum Beispiel an einigen Folgen der Fernsehserie Bonanza.

## Filmografie (Auswahl)
- 1929: Ein Marquis zu verkaufen (Marquis Preferred) (Kamera-Assistent)
- 1932: Der Abend des 13. Juni (The Night of June 13) (Kameraführer)
- 1934: Prinzessin für 30 Tage (Thirty-Day Princess) (Kameraführer)
- 1940: Weltpremiere (World Premiere)
- 1941: Glamour Boy
- 1941: True to the Army
- 1942: Hearts in Springtime
- 1942: My Heart Belongs to Daddy
- 1943: Lady Bodyguard
- 1943: Red Hot and Blue
- 1944: Der Morgen gehört uns (And Now Tomorrow)
- 1945: Der Dieb und die Blondine (Hold That Blonde)
- 1945: Eine Lady mit Vergangenheit (Kitty)
- 1946: Mutterherz (To Each His Own)
- 1946: Easy Come Easy Go
- 1947: Goldene Ohrringe (Golden Earrings)
- 1947: Die widerspenstige Gattin (Suddenly It’s Spring)
- 1947: Dream Girl
- 1947: Hazard
- 1948: Spiel mit dem Tode (The Big Clock)
- 1949: Der besiegte Geizhals (Sorrowful Jones)
- 1948: Bride of Vengeance
- 1949: Song of Surrender
- 1950: Entgleist (No Man of Her Own)
- 1950: Menschen ohne Seele (Union Station)
- 1951: Der Revolvermann (The Redhead and the Cowboy)
- 1951: Der Prügelknabe (The Stooge)
- 1952: Seemann paß auf (Sailor Beware)
- 1952: Schrecken der Division (Jumping Jacks)
- 1953: Der Tolpatsch (The Caddy)
- 1953: Der tollkühne Jockey (Money From Home)
- 1954: Die Lachbombe (Knock on Wood)
- 1954: Der sympathische Hochstapler (Living It Up)
- 1954: Am fernen Horizont (The Far Horizons)
- 1955: Im Schatten des Galgens (Run for Cover)
- 1955: Der Gangsterschreck (You’re Never too Young)
- 1955: Der Agentenschreck (Artists and Models)
- 1955: Die falsche Eva (The Birds and the Bees)
- 1956: Wo Männer noch Männer sind (Pardners)
- 1956: Alles um Anita (Hollywood or Bust)
- 1957: Schicksalsmelodie (The Joker Is Wild)
- 1957: Die Teufelskurve (The Devil’s Hairpin)
- 1957: Begierde unter Ulmen (Desire under Elms)
- 1958: Rivalen (Kings Go Forth)
- 1959: Die Falle von Tula (The Trap)
- 1959: Fünf Pennies (The Five Pennies)
- 1959: Das letzte Ufer (On the Beach)
- 1959: Und der Herr sei uns gnädig (All the Young Men)
- 1960: Machen wir’s in Liebe (Let’s Make Love)
- 1960: West Side Story
- 1961: Eins, Zwei, Drei (One Two Three)
- 1961: Dinosaurier bevorzugt (Bachelor Flat)
- 1962: Es begann in Rom (The Pigeon That Took Rome)
- 1962: Gesprengte Ketten (The Great Escape)
- 1963: Eine neue Art von Liebe (A New Kind of Love)
- 1963: Eine zuviel im Bett (Move Over Darling)
- 1963: Acapulco (Fun in Acapulco)
- 1963: Goldgräber-Molly (The Unsinkable Molly Brown)
- 1964: Schick mir keine Blumen (Send Me No Flowers)
- 1964: Drei Mädchen in Madrid (The Pleasure Seekers)
- 1965: Schweden nur der Liebe wegen (I’ll Take Sweden)
- 1966: Derek Flint schickt seine Leiche (Our Man Flint)
- 1966: Mollymauk, der Wunderknabe (Lord Love a Duck)
- 1966: Sag niemals ja (Spinout)
- 1967: Zoff für zwei (Double Trouble)
- 1968: Eisstation Zebra (Ice Station Zebra)
- 1968: Adieu, geliebter November (Sweet November)
- 1968: Todfeinde (5 Card Stud)
- 1969: Verschollen im Weltraum (Marooned)